# GSC2935-2424
GSC2935-2424 — хімічно пекулярна зоря спектрального класу A, що має видиму зоряну величину в смузі V приблизно  9,5.